# لورانس ووكر
لورانس ووكر (بالإنجليزية: Lawrence Walker)‏ هو موسيقي أمريكي، ولد في 1 سبتمبر 1907 في دونسون في الولايات المتحدة، وتوفي في 15 أغسطس 1968 في راين في الولايات المتحدة.

## وصلات خارجية
- لورانس ووكر على موقع ميوزك برينز (الإنجليزية)
- لورانس ووكر على موقع ديسكوغز (الإنجليزية)